# Локоја језик
Локоја језик је језик из породице нило-сахарских језика, грана нилотских језика. Њиме се служи око 12.400 становника Јужног Судана у вилајету Источна Екваторија у региону око града Торита.